# 山野もも
山野 もも（やまの もも、11月19日 - ）は、日本の女優、声優。
宮崎県出身。2020年7月31日までリマックスに所属していた

## 人物
趣味は、散歩、料理（常備菜、保存食作り）、喫茶店・居酒屋開拓、読書、土いじり、論文検索、歌うこと。
所持している資格は、実用英語技能検定準2級、第二種証券外務員資格、普通自動車免許、学芸員資格。
宮崎大学農学部植物生産環境科学科卒業。東京農工大学大学院農学府生物生産科学専攻修士課程修了。
特技は、畑を見たら大体何の作物か分かること、えくぼが6個できること、宮崎弁、農作業。
2012年に地元の宮崎県で朗読劇『たかえ先生への手紙』に出演したあとの打ち上げで、「東京に出よう！」と決意を固めて上京した。

## 略歴
- 2019年8月23日〜同年9月23日まで、SHOWROOM内で1ヶ月間に渡って開催されたavex pictures主催「言霊少女プロジェクト」バーチャルラップユニットオーディション2次審査に0080番として出場。結果は予選3位通過、決勝は惜しくも4位敗退。[5][6]

## 出演

### 映画
- 響-HIBIKI-

### テレビドラマ
- ハケン占い師アタル
- 特命刑事 カクホの女2 第2話（2019年10月25日、テレビ東京）

### CM
- JAの教育ローン（女子学生）ナレーション
- WASHハウス
- KEIRIN

### イベント
- にじいろ音楽祭

### 舞台
- 青島中学校 朗読劇公演
- ユニット「あんてな」プロデュース vol.5 朗読劇『たかえ先生への手紙』（新富公演）（2012年7月14日、新富町文化会館/7月15日、カルチャープラザのべおか）- 寺川 役[7]
- リマックス新人公演
- LIVEDOG GIRLS『クレイジーメルヘン』（2019年6月22日 - 30日、新宿村LIVE） - ベト美 役
- スタンディング岐路ーズ 第4岐路目公演『ジャングル・クリスマス』（2019年11月13日 - 17日、高田馬場ラビネスト）- 翼 役[8]